# Bristol Bloodhound
Il SAM britannico Bloodhound era un'arma potente e efficiente, in grado di colpire a lungo raggio grazie agli statoreattori. Raggiungeva un raggio di oltre 80 chilometri, uno dei pochi missili a competere con il Nike Hercules, ed era, in pratica, la versione statica del Thunderbird.
Faceva parte del sistema di difesa aerea inglese ed era dislocato in pochi esemplari lungo la costa orientale della Gran Bretagna. Venne inoltre Esportato a Singapore e in Svizzera.

## Sviluppo
Il missile fu sviluppato dalla Bristol Aircraft Company come progetto 1220 (nome in codice Red Duster) a partire dal 1949. Il suo scopo principale era proteggere le basi dei bombardieri Vickers Valiant, Avro Vulcan e Handley Page Victor in caso di bombardamento sovietico. Per la sua propulsione venne scelto di impiegare un sistema di propulsione ramjet abbinato ad un sistema di guida Ferranti. Inizialmente vi furono problemi legati alla durata del combustibile del razzo, cosa che rinviò il suo dispiegamento al 1958 nella versione MkI.

## Servizio
L'ordigno rimase in servizio, nelle versioni dalla Mk I alla Mk II, tra il 1958 e il 1991, anno del suo ritiro dal sistema di difesa aerea britannico.
Nel 1964 la versione Mk II fu venduta alla Malaysia per equipaggiare il proprio sistema di difesa aereo.

## Versioni

### Mk I
La versione MkI fu la prima ad equipaggiare 15 squadroni di difesa aerea che sorvegliavano gli aeroporti dove avevano base i V-Bomber. Venne sostituito nel 1960 a causa del fatto che il sistema radar Ferranti Type 83 era suscettibile alle interferenze, limitandone il raggio d'azione.

### Mk II
Nel 1960, quando la Vickers-Armstrong e la Bristol Aeroplane Company si unirono per pressioni del governo britannico formando la British Aircraft Corporation, fu realizzata la versione Mk II del Bloodhound.
Il Ferranti Type 83 venne sostituito con il radar Type 87 che era meno suscettibile alle interferenze. Venne inoltre potenziato il sistema di propulsione ramjet.